# Aurotiosulfat de sodiu
Aurotiosulfatul de sodiu este un compus anorganic derivat de aur, fiind utilizat ca medicament antireumatic, în tratamentul artritei reumatoide. Calea de administrare disponibilă este cea intramusculară.
Formula sa chimică este Na3Au(S2O3)2·2H2O. Este o sare de sodiu cu un anion ce conține un complex coordinativ format dintr-un atom de aur legat de doi liganzi tiosulfat.